# Alain (Vorname)
Alain [a.lɛ̃] ist ein männlicher Vorname.

## Herkunft und Bedeutung
Bei Alain handelt es sich um die bretonische Variante von Alan.

## Verbreitung
Der Name Alain ist heute über die Grenzen der Bretagne hinaus in ganz Frankreich geläufig. Zu Beginn des 20. Jahrhunderts war der Name mäßig beliebt. Seine Popularität nahm zur Mitte des Jahrhunderts hin jedoch kontinuierlich zu. Im Jahr 1916 trat der Name in die Hitliste der 100 meistvergebenen Jungennamen ein, im Jahr 1942 erreichte er die erste Top-10-Platzierung. Zwischen 1947 und 1953 stand Alain auf Rang 3 der Vornamenscharts. Danach nahm die Beliebtheit des Namens stark ab. 1981 verließ Alain die Top-100, seit 2003 befindet sich der Name nicht mehr unter den 500 meistgewählten Jungennamen Frankreichs.
Auch in der Schweiz ist der Name geläufig. Im Jahr 2020 lebten 10.514 Namensträger in der Eidgenossenschaft. Jedoch ist der Name auch hier nicht mehr in Mode. Im Jahr 2020 wurden 5 Jungen Alain genannt, womit der Name auf Rang 1137 der Vornamenscharts steht.

## Namensträger

### Einzelname
- Alain I. (Alain I. der Große; † 907), Fürst der Bretonen
- Alain II. († 952), Herzog der Bretagne
- Alain III. (997–1040), Herzog von Bretagne
- Alain IX. de Rohan († 1462), Vicomte de Rohan et de Léon, Comte de Porhoët und Baron de Pontchâteau
- Alan von Auxerre († 1185; auch Alanus von Auxerre oder Alain von Auxerre), Zisterzienserabt und Biograph Bernhards von Clairvaux
- Alanus ab Insulis (Alain de Lille, Alanus ab Insulis; ≈1120–1202), Philosophentheologe
- Alain der Rote (lat.: Alanus Rufus, frz.: Alain le Roux, engl.: Alan the Red; † 1089), bretonischer Adliger
- Alain de Bretagne, 1. Earl of Richmond (≈1107–1146), Earl of Richmond und Earl of Cornwall
- Alain de Dinan († 1197), Seneschall von Bretagne, Herr von Dinan
- Alain Canhiart († 1058), Graf von Cornouaille

### Vorname
- Alain Aspect (* 1947), französischer Physiker
- Alain Barrière (1935–2019), französischer Sänger und Komponist
- Alain Berger (* 1970), Schweizer Orientierungsläufer
- Alain Berger (* 1990), Schweizer Eishockeyspieler
- Alain Bernard (1932–2012), Schweizer Tänzer, Tanzpädagoge und Choreograf
- Alain Berset (* 1972), Schweizer Bundesrat
- Alain Buffard (1960–2013), französischer Tänzer und Choreograf
- Alain de Cadenet (1945–2022), britischer Automobilrennfahrer und Rennstallbesitzer
- Alain Chabat (* 1958), französischer Schauspieler, Filmproduzent und -regisseur
- Alain Chartier, französischer Diplomat und Autor des 15. Jahrhunderts
- Alain Connes (* 1947), französischer Mathematiker
- Alain Corneau (1943–2010), französischer Filmregisseur und Drehbuchautor
- Alain Da Costa (* 1993), französischer Poolbillardspieler
- Alain Delon (1935–2024), französischer Schauspieler
- Alain Dogou (* 1964), ivorischer Politiker
- Alain Erlande-Brandenburg (1937–2020), französischer Kunsthistoriker
- Alain Finkielkraut (* 1949), französischer Philosoph und Autor
- Alain Génestier (* ≈1948), französischer Rallye-Raid-Fahrer
- Alain Juppé (* 1945), französischer Politiker
- Alain Klotz (* 1947), französischer Astronom und Asteroidenentdecker
- Alain Krivine (1941–2022), französischer Politiker
- Alain Laroche (* 1963), kanadischer Freestyle-Skier
- Alain Le Ray (1910–2007), französischer General und Widerstandskämpfer
- Alain LeRoy Locke (1886–1954), US-amerikanischer Philosoph
- Henri Alain Liogier, Bruder Alain (1916–2009), französischer Botaniker
- Alain Martel (* 1959), kanadischer Poolbillardspieler
- Alain Marquet (* 1942), französischer Jazzmusiker
- Alain Mimoun (1921–2013), französischer Leichtathlet
- Alain Planet (* 1948), französischer römisch-katholischer Bischof
- Alain Platel (* 1959), belgischer Choreograph und Theaterregisseur
- Alain Poher (1909–1996), französischer Politiker
- Alain Poiré (1917–2000), französischer Filmproduzent
- Alain Porthault (1929–2019), französischer Sprinter
- Alain Prost (* 1955), französischer Formel-1-Rennfahrer
- Alain Resnais (1922–2014), französischer Filmregisseur
- Alain Rey (1928–2020), französischer Lexikograf, Sprachwissenschaftler und Gelehrter
- Alain Rey (* 1982), Schweizer Skibergsteiger
- Alain Rickenbacher (1945–2015), Schweizer Korpskommandant
- Alain Robbe-Grillet (1922–2008), französischer Schriftsteller und Filmemacher
- Alain Robert (* 1962), französischer Extremkletterer
- Alain de Roucy, französischer Ritter und Kreuzfahrer zu Beginn des 13. Jahrhunderts
- Alain Savary (1918–1988), französischer Politiker
- Alain Schoepfer (* 1970), Schweizer Gastroenterologe und Hepatologe
- Alain Sikorski (1959–2025), belgischer Comiczeichner
- Alain Souchon (* 1944), französischer Sänger und Schauspieler
- Alain Sutter (* 1968), Schweizer Fußballspieler
- Alain Tanner (1929–2022), Schweizer Filmregisseur
- Alain Terzian (* 1949), französischer Filmproduzent sowie ein Film- und Verbandsfunktionär
- Alain Valente (* 1996), Schweizer Automobilrennfahrer
- Alain Vanzo (1928–2002), französischer Opernsänger
- Alain Vidalies (* 1951), französischer Politiker
- Alain Wijffels (* 1954), belgischer Rechtshistoriker und Hochschullehrer
- Alain Zaloum (* 1961), ägyptischer Regisseur und Drehbuchautor

### Künstlername
- Alain (Émile Chartier; 1868–1951), französischer Philosoph und Schriftsteller